# 森博達
森 博達（もり ひろみち、1949年 - ）は、日本の日本語学者、京都産業大学名誉教授。兵庫県出身。

## 履歴
兵庫県生まれ。1972年大阪外国語大学外国語学部中国語学科卒業。1974年名古屋大学大学院博士課程中国文学専攻中退。愛知大学専任講師、同志社大学助教授、大阪外国語大学助教授、京都産業大学教授。2018年退任。

## 研究
上代日本語と古代の中国語文交渉史を主な研究としている。論考『古代の音韻と日本書紀の成立』（大修館書店、1991年）で、第20回金田一京助博士記念賞（1992年）を受賞。『日本書紀』に用いられている万葉仮名の用法から、α群（巻14-21、24-27）とβ群（巻1-13、22・23、28・29）に区分し、α群の万葉仮名が当時の中国語の発音を反映していることを立証した。また、α群の本文がおおむね正確な漢文で書かれているのに対し、β群は倭習（和習・和臭・倭臭）が多く見られる特徴を持っている。
森は『日本書紀の謎を解く 述作者は誰か』で以上を要約し、さらにα群を中国からの渡来人（続守言、薩弘恪）の執筆、β群を日本人の執筆と推定した。同書は一般読者にも広く読まれ、第54回毎日出版文化賞（2000年）を受賞した。
12年後に、国語学の視点から新たな知見を入れた続編『日本書紀 成立の真実 書き換えの主導者は誰か』を上梓した。

## 著書
- 『古代の音韻と日本書紀の成立』大修館書店 1991
- 『日本書紀の謎を解く 述作者は誰か』中公新書 1999
- 『日本書紀成立の真実 書き換えの主導者は誰か』中央公論新社 2011

共編
- 『何でもわかる漢字の知識百科』阿辻哲次,一海知義共編 三省堂 2002

## 論文
- 森博達